# Manmohan Krishna
Manmohan Krishna Chadha (11 agosto 1921 – Mumbai, 3 novembre 1990) è stato un attore e regista indiano.
Nella sua carriera, iniziata nel 1947, ha preso parte a oltre 200 film. Ha all'attivo anche un film da regista, Noorie, del 1979.

## Filmografia parziale

### Attore
Lista parziale:

- Naya Daur, regia di B. R. Chopra (1957)
- Pardesi, regia di Khwaja Ahmad Abbas e Vasili Pronin (1957)
- Dhool Ka Phool, regia di Yash Chopra (1959)
- Bees Saal Baad, regia di Biren Nag (1962)
- Shehar Aur Sapna, regia di Khwaja Ahmad Abbas (1963)
- Khandan, regia di A. Bhimsingh (1965)
- Waqt, regia di Yash Chopra (1965)
- Hamraaz, regia di B. R. Chopra (1967)
- Aadmi Aur Insaan, regia di Yash Chopra (1969)
- Daag: A Poem of Love, regia di Yash Chopra (1973)
- Deewaar, regia di Yash Chopra (1975)
- Yudh, regia di Rajiv Rai (1985)

### Regista
- Noorie (1979)

## Premi
- Filmfare Awards
  - 1960: "Best Supporting Actor" (Dhool Ka Phool)